# Comté de Cherry
Le comté de Cherry est un comté de l'État du Nebraska, aux États-Unis. Il doit son nom au Lt. Samuel A. Cherry, un officier de l'armée tué en 1881 dans le Dakota du Sud.

## Géographie
C'est de loin le plus vaste comté du Nebraska avec une surface terrestre de 15 439 km2, supérieure à celle de l'État américain du Connecticut. C'est aussi le moins densément peuplé du Nebraska avec une population de seulement 5 713 habitants (recensement de 2010), soit 0,37 hab/km2. Le comté appartient dans sa totalité à la région naturelle des Sand Hills, une région qui doit son nom à ses dunes qui se sont formées à la suite du retrait des glaciers continentaux à la fin de la dernière période glaciaire.